# Oceania Rugby Junior Championship 2018
El Oceania Rugby Junior Championship del 2018 fue la cuarta edición del torneo que organiza la Oceania Rugby.
Los partidos se llevaron a cabo en las instalaciones del Bond University de Gold Coast, Australia. El evento contó con 4 participantes: Australia y Nueva Zelanda clasificados al Mundial Juvenil 2018, Fiyi y el debutante Tonga.

## Equipos participantes
- Selección juvenil de rugby de Australia (Junior Wallabies)
- Selección juvenil de rugby de Fiyi (Baby Flying Fijians)
- Selección juvenil de rugby de Nueva Zelanda (Baby Blacks)
- Selección juvenil de rugby de Tonga (Junior ‘Ikale Tahi)

## Posiciones
| Pos. | Equipo        | Encuentros | Encuentros | Encuentros | Encuentros | Tantos  | Tantos    | Tantos     | Puntos Bonus | Puntos Totales |
| Pos. | Equipo        | jugados    | ganados    | empatados  | perdidos   | a favor | en contra | diferencia | Puntos Bonus | Puntos Totales |
| ---- | ------------- | ---------- | ---------- | ---------- | ---------- | ------- | --------- | ---------- | ------------ | -------------- |
| 1    | Nueva Zelanda | 3          | 3          | 0          | 0          | 0       | 0         | 0          | 3            | 15             |
| 2    | Australia     | 3          | 2          | 0          | 1          | 0       | 0         | 0          | 3            | 11             |
| 3    | Fiyi          | 3          | 1          | 0          | 2          | 0       | 0         | 0          | 1            | 5              |
| 4    | Tonga         | 3          | 0          | 0          | 3          | 0       | 0         | 0          | 0            | 0              |

Nota: Se otorgan 4 puntos al equipo que gane un partido, 2 al que empate y 0 al que pierda

## Resultados

### Primera fecha
| 27 de abril | Nueva Zelanda | 97 - 0  | Tonga |  |  |
|             |               | Reporte |       |  |  |

| 27 de abril | Australia | 51 - 5  | Fiyi |  |  |
|             |           | Reporte |      |  |  |

### Segunda fecha[3]
| 1º de mayo | Nueva Zelanda | 55 - 15 | Fiyi |  |  |
|            |               | Reporte |      |  |  |

| 1º de mayo | Australia | 91 - 7  | Tonga |  |  |
|            |           | Reporte |       |  |  |

### Tercera fecha
| 5 de mayo | Tonga | 0 - 54  | Fiyi |  |  |
|           |       | Reporte |      |  |  |

| 5 de mayo | Australia | 28 - 43 | Nueva Zelanda |  |  |
|           |           | Reporte |               |  |  |

| Bandera de Nueva Zelanda |
| Campeón Nueva Zelanda    |
| Cuarto título            |